# Huangshan (by)
Huangshan (Kinesisk skrift: 黄山; pinyin: Huángshān) er et bypræfektur i den sydligste del af provinsen Anhui i Folkerepublikken Kina. På dets område på 9 807 km² ligger de berømte Huangshan-bjerge der er på UNESCOs Verdensarvsliste. Huangshan havde i 2003 1,47 mill. indbyggere.

## Administrative enheder
Huangshan består af tre bydistrikter og fire amter:
- Bydistriktet Tunxi (屯溪区), 249 km², 150.000 indbyggere;
- Bydistriktet Huangshan (黄山区), 1.669 km², 160.000 indbyggere;
- Bydistriktet Huizhou (徽州区), 424 km², 100.000 indbyggere;
- Amtet She (歙县), 2.;236 km², 500.000 indbyggere;
- Amtet Xiuning (休宁县), 2.125 km², 270.000 indbyggere;
- Amtet Yi (黟县), 847 km², 100.000 indbyggere;
- Amtet Qimen (祁门县), 2.257 km², 190.000 indbyggere.

## Trafik
Kinas rigsvej 205 passerer gennem området. Den begynder i Shanhaiguan i Hebei og ender i den sydlige del af Shenzhen i provinsen Guangdong. Undervejs går den gennem blandt andet Tangshan, Tianjin, Zibo, Huai'an, Nanjing, Wuhu, Sanming, Heyuan og Huizhou.
- Wikimedia Commons har flere filer relateret til Huangshan (by)

29°42′N 118°18′Ø / 29.700°N 118.300°Ø